# خط طول 40° شرق
خط طول 40° شرق هو أحد خطوط الطول الجغرافية، والتي تمتد من القطب الشمالي الجغرافي إلى القطب الجنوبي الجغرافي، وحسب التحويل الزمني يتقدم خط طول 40° شرق عن خط غرينتش بساعتين و40 دقيقة.

## من القطب إلى القطب
ينطلق خط طول 40° شرق من القطب الشمالي نحو القطب الجنوبي مرورا بالمناطق التي ترد في الجدول التالي:
| الإحداثيات                         | البلد أو الإقليم أو البحر | ملاحظات                                                                                     |
| ---------------------------------- | ------------------------- | ------------------------------------------------------------------------------------------- |
| 90°0′N 40°0′E / 90.000°N 40.000°E  | المحيط المتجمد الشمالي    |                                                                                             |
| 80°27′N 40°0′E / 80.450°N 40.000°E | بحر بارنتس                |                                                                                             |
| 67°49′N 40°0′E / 67.817°N 40.000°E | روسيا                     | Island of Ostrov Lumbovskiy and the شبه جزيرة كولا                                          |
| 66°25′N 40°0′E / 66.417°N 40.000°E | البحر الأبيض              |                                                                                             |
| 65°49′N 40°0′E / 65.817°N 40.000°E | روسيا                     |                                                                                             |
| 65°10′N 40°0′E / 65.167°N 40.000°E | البحر الأبيض              | Dvina Bay                                                                                   |
| 64°45′N 40°0′E / 64.750°N 40.000°E | روسيا                     |                                                                                             |
| 49°36′N 40°0′E / 49.600°N 40.000°E | أوكرانيا                  |                                                                                             |
| 49°9′N 40°0′E / 49.150°N 40.000°E  | روسيا                     |                                                                                             |
| 48°53′N 40°0′E / 48.883°N 40.000°E | أوكرانيا                  | For about 10 km                                                                             |
| 48°48′N 40°0′E / 48.800°N 40.000°E | روسيا                     |                                                                                             |
| 48°17′N 40°0′E / 48.283°N 40.000°E | أوكرانيا                  | For about 6 km                                                                              |
| 48°13′N 40°0′E / 48.217°N 40.000°E | روسيا                     |                                                                                             |
| 43°23′N 40°0′E / 43.383°N 40.000°E | البحر الأسود              |                                                                                             |
| 40°57′N 40°0′E / 40.950°N 40.000°E | تركيا                     |                                                                                             |
| 36°49′N 40°0′E / 36.817°N 40.000°E | سوريا                     |                                                                                             |
| 33°57′N 40°0′E / 33.950°N 40.000°E | العراق                    |                                                                                             |
| 32°1′N 40°0′E / 32.017°N 40.000°E  | السعودية                  |                                                                                             |
| 20°15′N 40°0′E / 20.250°N 40.000°E | البحر الأحمر              |                                                                                             |
| 16°3′N 40°0′E / 16.050°N 40.000°E  | إرتريا                    | أرخبيل دهلك and the mainland                                                                |
| 14°27′N 40°0′E / 14.450°N 40.000°E | إثيوبيا                   |                                                                                             |
| 3°56′N 40°0′E / 3.933°N 40.000°E   | كينيا                     |                                                                                             |
| 3°22′S 40°0′E / 3.367°S 40.000°E   | المحيط الهندي             | Passing just east of the islands of جزيرة بمبا، Latham and جزيرة مافيا, تنزانيا             |
| 10°8′S 40°0′E / 10.133°S 40.000°E  | تنزانيا                   |                                                                                             |
| 10°49′S 40°0′E / 10.817°S 40.000°E | موزمبيق                   |                                                                                             |
| 16°12′S 40°0′E / 16.200°S 40.000°E | المحيط الهندي             | Passing between the atoll of باساس الهندية and جزيرة يوروبا, أراض فرنسية جنوبية وأنتارتيكية |
| 60°0′S 40°0′E / 60.000°S 40.000°E  | المحيط الجنوبي            |                                                                                             |
| 68°52′S 40°0′E / 68.867°S 40.000°E | القارة القطبية الجنوبية   | أرض الملكة مود، المطالب الإقليمية بالقارة القطبية الجنوبية by النرويج                       |